# Étoilé
Étoilé (en francés significa estrellado) es un entorno de escritorio de software libre basado en GNUstep construido desde cero usando componentes altamente modulares y ligeros, y orientado a proyectos y documentos, para permitir a los usuarios crear su propio flujo de trabajo remodelando o recombinando los servicios proporcionados (aplicaciones), y otros componentes.
Étoilé evita muchas de las metáforas de escritorio convencionales en favor de una representación de objetos de mayor nivel. Esto le ayuda a representar objetos que tradicionalmente no están mapeados en archivos, como personas. Étoilé también intenta evitar la inflexibilidad de los nombres y jerarquías de archivos permitiendo a los usuarios etiquetar objetos y mantener una colección de objetos (en lugar de depender de carpetas).

## Objetivos
Los objetivos del proyecto son:
- Aplicaciones ligeras y enfocadas.
- Intercambio de datos rápido y simple entre tareas y documentos, con pocos cambios de contexto, como puede ser entre aplicaciones, entre ventanas y usando la selección.
- Facilidad para componer, diseñar elementos no relacionados en objetos de primera clase como documentos, carpetas, etc.
- Flujo de trabajo basado en la gestión inspirada en proyectos (control de versiones, indexación, uso compartido)
- Tecnología de asistente similar al enfoque de Apple Newton .

## Cooperación GNUstep
El proyecto coopera con el proyecto GNUstep . Proporciona marcos, directrices de interfaz humana y documentación para permitir a los desarrolladores de GNUstep desarrollar fácilmente aplicaciones compatibles con Étoilé (llamadas "servicios") (consulte el menú Servicios).